# Henschel DH 4000
Die Henschel DH 4000 ist eine Diesellokomotive, die 1962 von der Firma Henschel auf eigene Rechnung als Einzelexemplar hergestellt wurde. Nach erfolgreicher Erprobung mietete die Deutsche Bundesbahn (DB) die Lokomotive im September 1963 an und stellte sie in die Baureihe V 320 ein. Im Diesellok-Typenplan von 1955 war diese Baureihe einer schweren Diesellokomotive bereits enthalten, jedoch wurde sie von der Entwicklung zurückgestellt.
Bei der DB erhielt die V 320 001 im Jahr 1968 die Nummer 232 001, sie wurde damit in die Baureihe 232 gemäß dem computergerechten Baureihenschema der DB eingeordnet. Zuletzt war sie bis August 2015 mit der Bezeichnung 320 001 bei der Gleisbaufirma Wiebe meist vor Bauzügen im Einsatz.

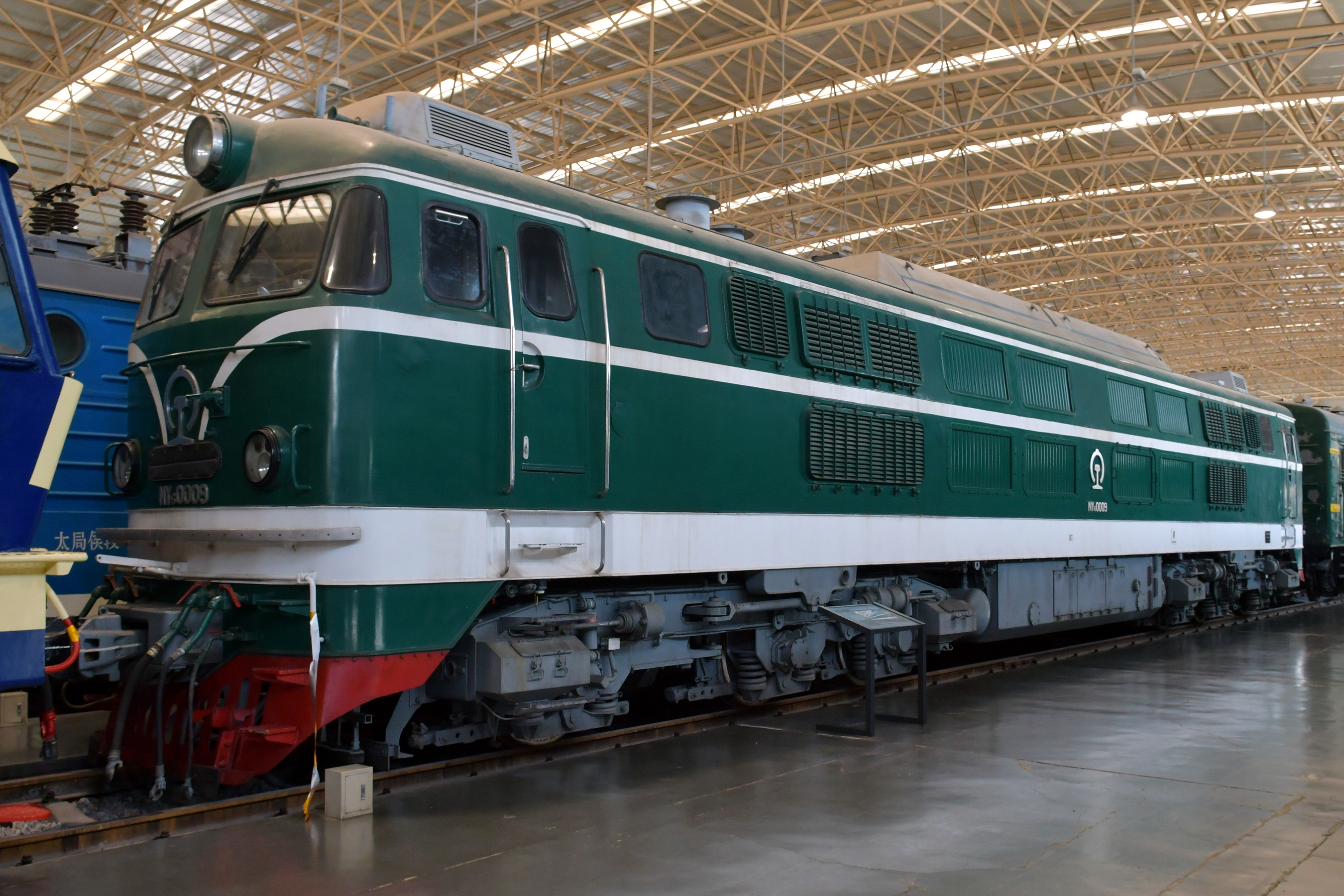
Museal erhaltene NY6 der China Railway

Auf der Grundlage der DH 4000 stellte Henschel die SŽD-Baureihe ТГ400 her. Jedoch kamen aus der Sowjetunion keine Folgebestellungen, wohl aber von der VR China, die von drei Unterbaureihen als NY5, NY6 und NY7 insgesamt 30 Maschinen kaufte. Drei davon sind im Verkehrsmuseum Peking ausgestellt.

## Geschichte
Die Firma Henschel begann 1956 mit der Entwicklung. Die Fertigstellung des Musters verzögerte sich bis 1962, weil die Deutsche Bundesbahn beabsichtigte, gerade diejenigen Bahnstrecken zu elektrifizieren, die einen rentablen Einsatz der V 320 erlaubten und damit die Marktchancen für eine derartige Lokomotive immer schwerer abzuschätzen waren.

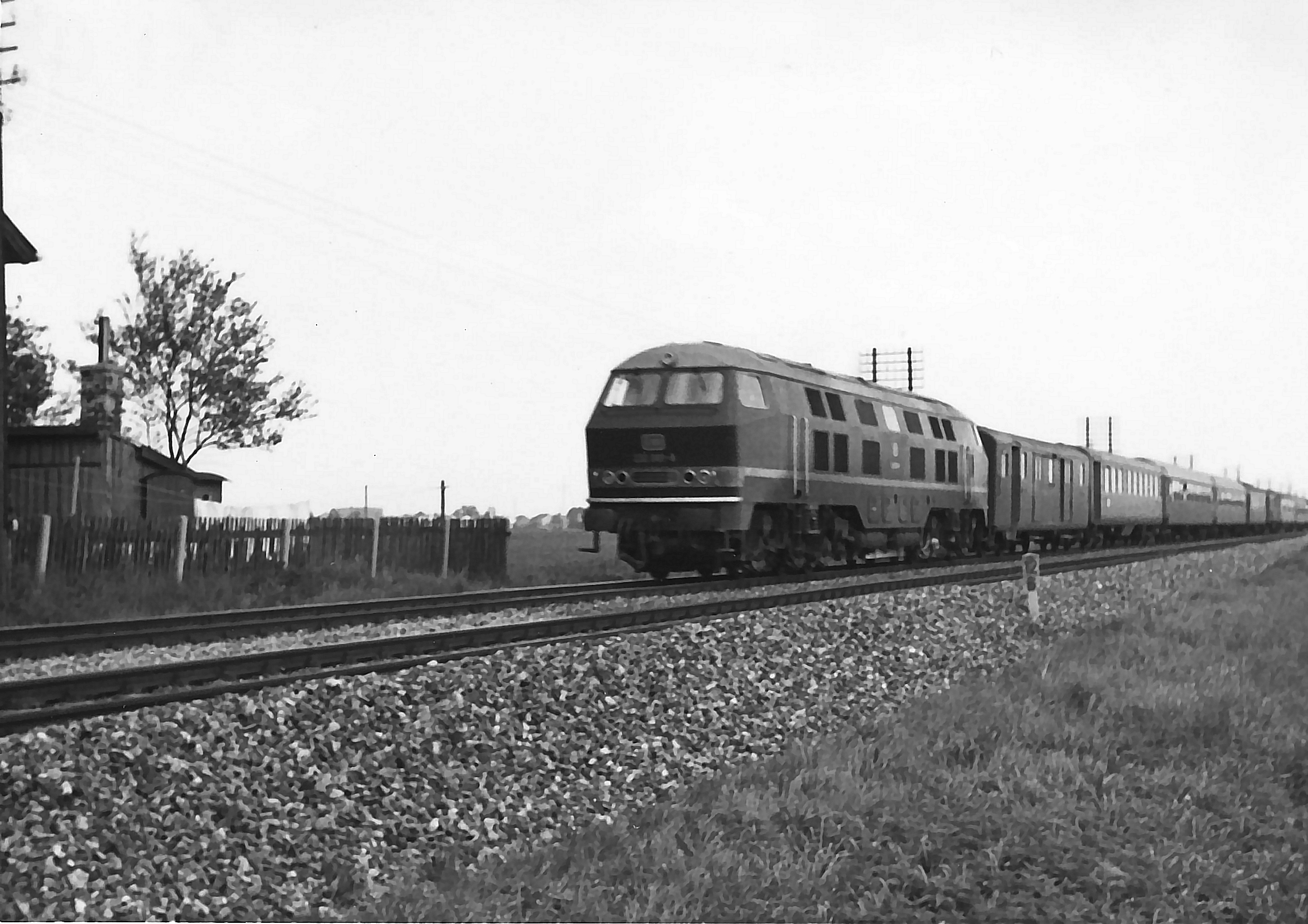
232 001 der Deutschen Bundesbahn vor Schnellzug München–Zürich westlich von München-Aubing (1968)

Die Erprobung von 1963 beim Bundesbahn-Zentralamt München lieferte ausgezeichnete Ergebnisse. Es wurden Geschwindigkeiten bis 180 km/h gefahren. Bei allen Geschwindigkeiten zeichnete sich die V 320 durch eine hohe Laufruhe aus. Trotzdem sah die Bundesbahn letztlich von einer Beschaffung ab. Zunächst wurde die V 320 vom Bw Hamm aus vor schweren Zügen zusammen mit der V 300 eingesetzt. Am 25. Mai 1965 wechselte sie zum Bw Kempten und tat zwischen München und Lindau Dienst. Dabei wurde sie am 10. Mai 1967 im Bahnhof Kaufering durch Zusammenstoß mit einer Rangierlokomotive stark beschädigt und blieb bis zu ihrer Reparatur lange Zeit abgestellt.

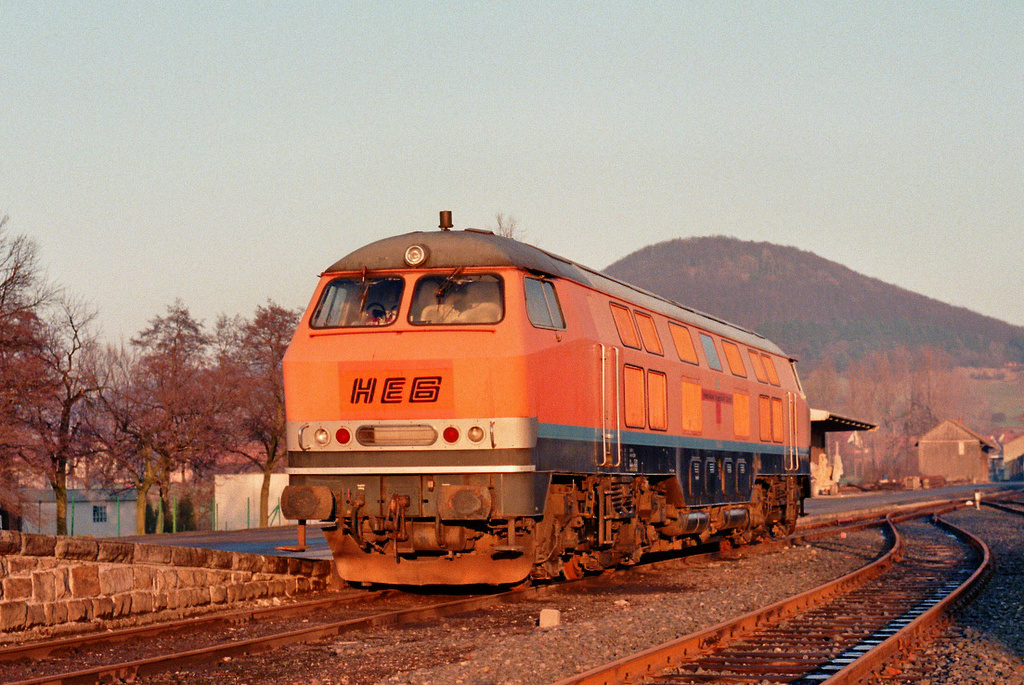
DH 4000 als V 30 der Hersfelder Kreisbahn in Schenklengsfeld (1988)

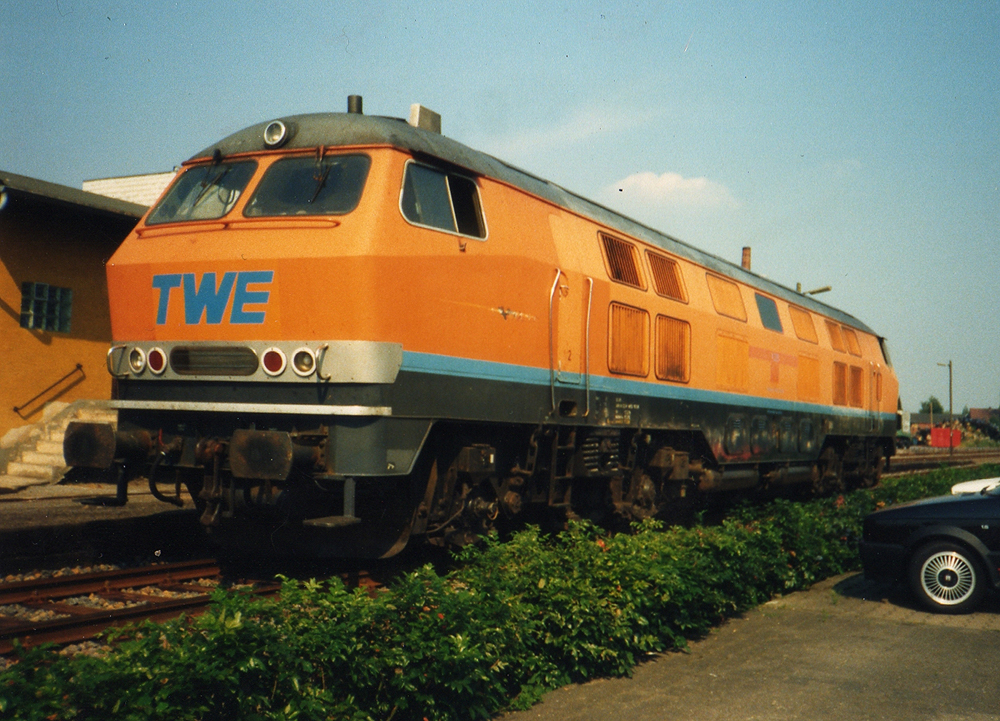
DH 4000 als V 320 der Teutoburger Wald-Eisenbahn in Verl

1974 wurde sie nach Ende der Mietzeit an den Hersteller zurückgegeben, wo sie bis 1975 überholt und zur reinen Güterzuglok umgebaut wurde. Dabei verlor sie ihre Zugheizung, und die Höchstgeschwindigkeit wurde von 160 km/h auf 120 km/h reduziert.
Im April 1976 wurde sie an die Hersfelder Kreisbahn verkauft, wo sie schwere Kalizüge zu befördern hatte. Im Februar 1989 wurde sie weiter an die Teutoburger Wald-Eisenbahn veräußert. Dort hatte sie schwere Stahlzüge auf der Relation Hanekenfähr–Paderborn zu befördern. 1992 wurde sie in Lengerich (Westfalen) abgestellt.
1994 gelangte sie nach Italien, wo sie bis 1995 überholt wurde. Danach war sie im Dienst von Servizi Ferroviari (Serfer), wo sie unter anderem auf einer Anschlussbahn in Pordenone und im Containerhafen Genua-Voltri eingesetzt wurde. 1998 kaufte sie die Gleisbaufirma Wiebe.
Am 2. August 2015 erlitt die Lok in Donauwörth einen Achslagerschaden. Infolgedessen geriet das Schmierfett der betreffenden Achse in Brand, weshalb die Lok abgestellt wurde. Nachdem eine Untersuchung am Fahrwerk weitere Schäden aufgedeckt hatte, lehnte Wiebe eine Reparatur ab, auch weil die Revision sowieso am 28. Mai 2016 abgelaufen wäre.
Nachdem die Lok einige Zeit in der Halle der Firma Wiebe in Nienburg untergestellt war, wurde sie am 23. August 2017 nach Kassel zum dortigen Bombardier-Werk überführt. Dort sollte die Lokomotive nicht-öffentlich ausgestellt werden.
Am 29. Juli 2020 wurde die Lok durch das EVU RailAdventure von Kassel nach Eystrup überführt, um dort wieder bei der Firma Wiebe untergestellt zu werden. Als Dauerleihgabe wurde sie am 18./19. September 2020 in den Historischen Lokschuppen Wittenberge gebracht und am 8. und 9. Juli 2023 wieder in Betrieb präsentiert.

## Besonderheiten
Die V 320 war mit sechs Achsen, zwei 1.600-PS-Motoren (später zweimal 1.900 PS) und einer Dienstmasse von 126 Tonnen die größte und stärkste Diesellokomotivbaureihe der Deutschen Bundesbahn. Vom Typ her war die Maschine für den schweren Schnell- und Güterzugdienst auf nicht elektrifizierten Hauptstrecken vorgesehen.
Die Bezeichnung V 320 stammt von den anfänglich installierten 3.200 PS, im neuen Baureihenschema der DB erhielt sie die „2“ für Dieselloks, gefolgt wiederum von der „32“ für 3.200 PS.
Viele ursprünglich für die V 320 entwickelten Baugruppen sowie die elegantere äußerliche Gestaltung wurden in den Serienbau der V 160 und deren Nachfolger (heutige Baureihen 210, 215 bis 219 und 225) übernommen.

## Technik
Der von Klaus Flesche gestaltete Lokkasten aus Stahl in Leichtbauweise war vollständig verschweißt und damit richtungsweisend. Unter anderem wurde bei den Serienlokomotiven der Baureihe V 160 gegenüber den Prototypen die rundliche Kopfform (auch „Lollo“ genannt) der eckigen Kopfform der V 320 angeglichen.
Je ein Motor vom Typ MTU MB 16 V 652 TB 10 mit 1397 kW (1900 PS) bei 1475 min−1 treibt über ein Strömungsgetriebe mit angeflanschtem Wendegetriebe ein Drehgestell an. Beide Antriebsanlagen können getrennt angelassen werden und arbeiten völlig autark. Dieses Antriebskonzept erlaubte es beispielsweise, bei einer Leerfahrt nur eine Maschinenanlage in Betrieb zu nehmen und die andere abgeschaltet zu lassen. Dies reichte zum Bewegen der Lok völlig aus, sparte aber Kraftstoff.
Das Fahrzeug besaß keine hydrodynamischen Bremsen. Die nötige Verzögerung wurden mit Scheibenbremsen und Magnetschienenbremsen erreicht.